# Борис Лушняк
Борис Люшняк (англ. Boris D. Lushniak; нар. 1961) — контр-адмірал Служби охорони здоров'я США, Заступник (деякий час в.о.) Головного лікаря ("Генерального хірурга") США, у відставці з 12.2015 р. Українського походження.
Один з провідних фахівців світу з вірусу H1N1. У травні 2008 року Борис Люшняк, керівник групи з підготовки до пандемії у США (ця група займається боротьбою з поширенням масових епідемій) доповідав, що людство напередодні всесвітньої епідемії H1N1. Було навіть прораховано скільки може померти людей на всій планеті від цієї недуги — понад 250 тис.

## Біографія
Народився у Чикаго в сім'ї післявоєнних еміґрантів з України, початкову освіту отримав в українських школах.
Закінчив університет «Нордвестерн» у Чикаго, Гарвардський університет (магістр), університет у Цинцинаті (резидентура з дерматології). Має ліцензію від Американської колеґії родинної практики, Американської колегії профілактичної медицини (професійних захворювань) і Американської колеґії дерматології. Борис Люшняк — член низки наукових товариств Америки і світу, зокрема — член Українського Лікарського Товариства Північної Америки. Член Української Скаутської Організації Пласт.
Член НТШ-Америка (доповідь 3.05.2008 у Нью-Йорку).
Одружений, має двох дочок.